# Иницииране на проект
Инициирането е първата фаза в управлението на един проект. Тя се състои от дейности около дефинирането на самия проект.
Анализа на проектогодността служи като помощ при вземане на решения дали един проблем може да се реши с методите на проектен мениджмънт. Анализа се прави с цел да бъде показана комплексността на една задача и за аргументиране пред възложителя. Анализа се прави само в екип по критериите: комплексност на проблема, иновативност, риск, стратегическо значение.
Времевото разграничаване на проекта представлява дефиниране на момента за началото и края на проекта, създава яснота относно времето и начина за стартиране и приключване на проекта и се прави аналитично, в екип, при работна среща в началото.
Съдържателното разграничаване на проекта е с цел дефиниране на цели и не цели, предстоящите основни задачи. То служи като основа за преговори/споразумения с възложителя, изясняват се взмаимните връзки с други проекти, стратегии, дейности.
Социалното разграничаване е окончателното определяне на ролите за възложител, ръководител на проекта, участници в проектния екип, посочване на взаимните връзки и точките на пресичане.